# Prospero Mallerini
Prospero Antonio Felice Maria Mallerini (o Mallarini) (Carcare, 21 marzo 1761 – Roma, 14 settembre 1838) è stato un pittore italiano.

## Biografia
Antenato del futuro Papa Pio XII, il giovane Prospero Mallarini, nato a Carcare in provincia di Savona nel 1761, venne mandato a Roma dalla famiglia per studiare giurisprudenza. Nella capitale, tuttavia, scoprì la propria vocazione di pittore, e iniziò a frequentare varie botteghe. Nel 1794 il padre lo diseredava motivando che avesse ampiamente ricevuto la sua parte di eredità per imparare l'arte del pittore in Roma come gli era riuscito. Il cognome divenne poi Mallerini forse proprio in seguito al testamento, e le origini dimenticate dai posteri rimanendo la sua mirabile e non trascurabile produzione artistica sconosciuta fino agli studi della d.ssa Barroero nel 1980 e poi della d.ssa Mangiafesta nel 2009 che ne studiarono le opere e alle ricerche storiche di Stefano Mallarini negli archivi Carcaresi e Savonesi che permisero di rintracciare le origini della famiglia.(8)
A Roma, inoltre, conobbe la famiglia Barberini, con cui ebbe un rapporto di lunga amicizia, e per la quale eseguì opere di architettura e pittura.
In seguito al matrimonio con Eleonora De Rossi generò quattro figli: Teresa, Geltrude, Filippo e Marianna. L'esistenza di quest'ultima, in particolare, venne individuata dagli storici soltanto di recente, e riconosciuta quale suor Teresa Vittoria di San Giuseppe presso il Monastero di S. Giuseppe a Capo le Case, dove la giovane aveva preso i voti nel 1817.
Mallerini lavorò anche in Umbria: a Cannara nel 1797 dipinse la tela sull'altare della chiesa parrocchiale di San Matteo, raffigurante la Vergine con il Bambino, Sant'Antonio da Padova e San Rocco. Ad Assisi, nella chiesa della Confraternita di Santa Caterina, gli studiosi gli attribuirono anche lo stendardo a due facce rappresentante il Martirio di Santa Caterina d’Alessandria e San Giacomo Maggiore e Sant’Antonio Abate, eseguito nel 1810.
Proprio l'attività in Umbria permise agli studiosi di identificare l'opera di Mallerini, a lungo ignoto.
Fu tuttavia a Roma e nello Stato Pontificio che Prospero eseguì la maggior parte delle opere, prettamente a soggetto religioso, come la pala d’altare del 1829 nella chiesa di San Carlo alle Quattro Fontane, raffigurante l'Estasi del Beato Giovanni Battista della Concezione.

## L'arte di Mallerini
Prospero Mallerini divenne noto soprattutto per il Ritratto della famiglia di don Carlo Barberini, eseguito nel 1802, e che a lungo fu anzi la sua unica opera conosciuta. Nel quadro ritrasse un gruppo di dodici persone in una stanza non corrispondente ad alcun ambiente riconoscibile nel Palazzo Barberini, e quindi probabile creazione di fantasia dell'artista. Nell'opera dipinse i membri della famiglia accompagnati da oggetti con funzione di attributi, per indicare le inclinazioni e i talenti di ciascuno, impostando la composizione in base a un ritmo di arsi e tesi, con il capofamiglia in posizione centrale.
L'artista si distinse per la "personalità coerente" e la «sostanziale costanza stilistica sia nei ritratti che nei quadri d’altare», tutti caratterizzati «dalla spiccata evidenza» degli oggetti «caratterizzati come vere e proprie 'nature morte', o in funzione più episodica e accessoria».
Alcune tele, come quella della Vergine con il Bambino del 1797, mostravano «evidente consonanza con i modi di Pietro Labruzzi», suggerendo un possibile «rapporto diretto tra i due pittori, e magari anche l'ipotesi di un legame di scuola e bottega. […] Fu infatti il Mallerini a realizzare il disegno per un'incisione da un quadro ora disperso del Labruzzi, l'Incontro tra il Beato Lorenzo da Brindisi e Massimiliano di Baviera, eseguito nel 1783». I due artisti condivisero «la circostanziata descrizione di abiti e di arredi», se pure Mallerini raggiunse «risultati qualitativamente più elevati».
Talvolta l'artista sembrò richiamare «la pittura 'visionaria' degli artisti nordici - Abilgaard, Sergel, Masreliez - attivi a Roma sullo scorcio del secolo» XVIII, mentre "i dipinti umbri" recavano «uno scoperto, seppure generico, tono neoclassico». Nella tela di San Carlino, invece, Mallerini sintetizzò la tradizione accademica con il naturalismo seicentesco.
Come architetto disegnò uno sferisterio che venne costruito nel 1837 in Palazzo Barberini alle Quattro Fontane.

## Alcune opere
- Ritratto di frate cappuccino, 1794, Roma, Museo Francescano
- Via Crucis, 1795, Bologna, Chiesa dei Santi Gregorio e Siro[7]
- Madonna col Bambino, i Santi Rocco e Antonio di Padova e le anime del Purgatorio, 1797, Cannara, Chiesa di San Matteo
- Ritratto della famiglia di don Carlo Barberini, 1802, Roma, Collezione Barberini
- I Santi Biagio e Luigi Gonzaga, 1805, Sant'Angelo Romano, Chiesa di Santa Maria
- Martirio di Santa Caterina d’Alessandria e San Giacomo Maggiore e Sant’Antonio Abate, 1810, Assisi, Chiesa della Confraternita di Santa Caterina
- Estasi del Beato Giovanni Battista della Concezione, 1829, Roma, Chiesa di San Carlino alle Quattro Fontane